# Contea di Ohio (Indiana)
La contea di Ohio (in inglese Ohio County) è una contea dello Stato dell'Indiana, negli Stati Uniti. La popolazione al censimento del 2000 era di 5 623 abitanti. Il capoluogo di contea è Rising Sun.